# Павао Скалић
Павао Скалић (Загреб, 1534 – 1573), познат и као Станислав Павао Скалић или Paulus Scalichius de Lika, био је енциклопедиста, ренесансни хуманиста и полхистор.
Већи део свог живота живео у Светом Римском Царству (модерна Немачка). Његово презиме се преноси на разне начине: нпр. на енглеском, Skalich, Scalich, Scaliger; на латинском, Scalichius or Scaligius; и шпански Scalitzius.

## Биографија
Скалић је студирао теологију и филозофију у Бечу, а касније се селио по Европи, живећи између осталог у Болоњи, Риму, Чешкој, Пољској, Француској и Немачкој.
Његова књига Encyclopaediæ, seu orbis disciplinarum, tam sacrarum quam prophanarum, epistemon („Енциклопедија, или познавање света дисциплина“; Базел, 1559) једна је од првих књига објављених под називом енциклопедија. Роберт Колисон је касније написао да је дело лоше написано, да је данас важно само због употребе речи енциклопедија, али да је Јоахим Стерк ван Рингелберг употребио реч циклопедија да опише свој рад 1541.
Скалић је написао и трактат о музици: Dialogus de Lyra (Келн, 1570).
Он и проповедник Јохан Функ имали су велики утицај на Алберта (1490—1568), првог војводу Пруске, и обогатили су се. Мимоилажење око верских питања са пољским краљем довеле су до погубљења Функа и успона Скалића.
Извори се разликују у погледу описа Скалићеве националности. Неки наводе да је био Хрват, док други дају податак да је био Немац.